# Martin Fischer (Fußballspieler, 1969)

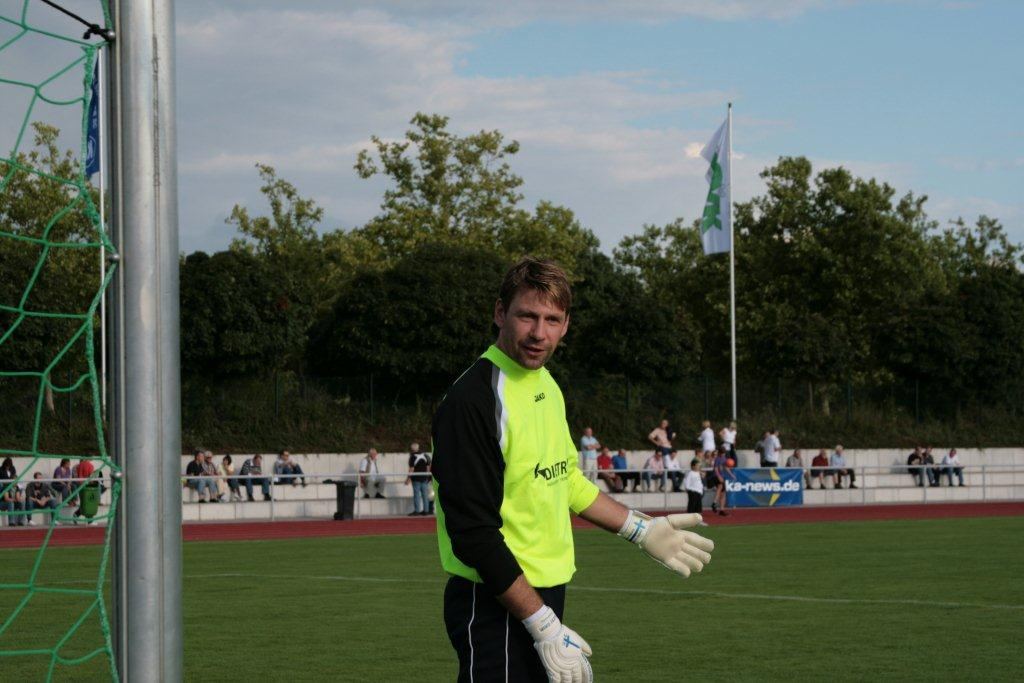
Martin Fischer (2010)

Martin Fischer (* 17. Dezember 1969 in Eggenstein-Leopoldshafen) ist ein ehemaliger deutscher Fußballspieler. Der Torhüter kam zu Beginn der Saison 1997/98 zum Karlsruher SC und absolvierte zwischen 2002 und 2004 insgesamt 38 Spiele in der 2. Fußball-Bundesliga.
Vorher war er Spieler bei den Vereinen FC Alemannia Eggenstein, Germania Neureut, VfB Grötzingen und dem 1. FC Pforzheim. Erst im Alter von 33 Jahren kam er zum Profisport. Er war für die in der 2. Bundesliga spielende erste Mannschaft des KSC eingesprungen, die beiden KSC-Torhüter Thomas Walter und Bastian Becker gleichzeitig verletzungsbedingt ausfielen, wobei Fischer sich mit mehreren Paraden gut bewährte. Für den Profi-Vertrag mit dem KSC gab er seine Arbeitsstelle bei der Karlsruher Sparkasse auf. In der Zweitligasaison 2003/04 war er der Stammtorhüter der Badener, insgesamt kam er zwischen Januar 2002 und Dezember 2004 auf 38 Einsätze in der ersten Mannschaft. Zuletzt spielte er in der Saison 2006/07 für die zweite Mannschaft des KSC, danach beendete er seine aktive Karriere als Fußballspieler.